# Avia BH-10

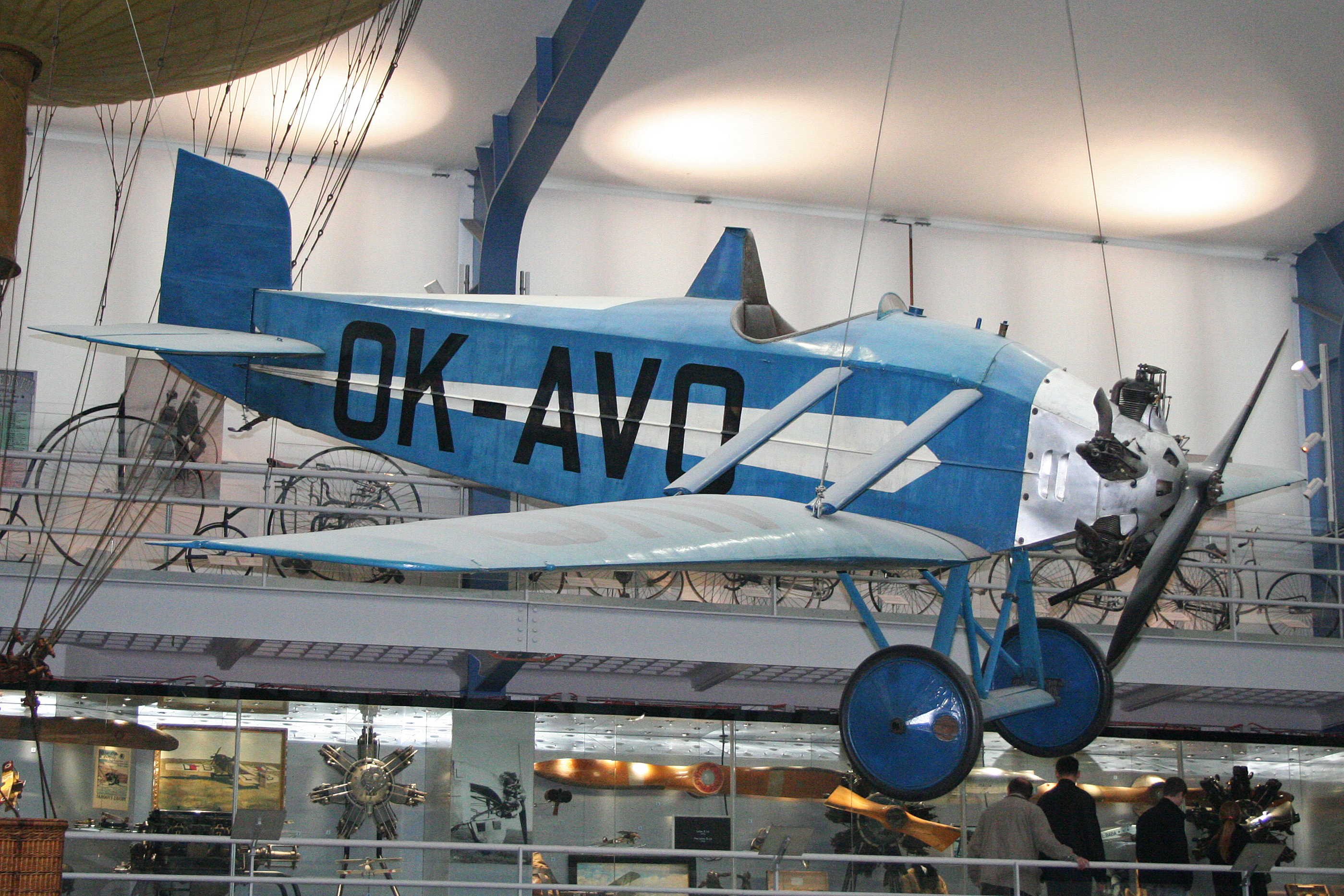
Avia BH-10 (OK-AVO)

De Avia BH-10 is een Tsjechoslowaaks eenzitseendekker sportvliegtuig gebouwd door Avia. De BH-10 is ontworpen door Pavel Beneš en Miroslav Hajn. De eerste vlucht vond plaats in het jaar 1924. Op z’n minst zijn er twintig exemplaren gebouwd.
De BH-10 is gebruikt door de Tsjechoslowaakse luchtmacht als lesvliegtuig. In de luchtmacht kregen zij de naam B.10. Op z’n minst twintig toestellen hebben dienstgedaan in de Tsjechoslowaakse luchtmacht.
De BH-10 is gebaseerd op de BH-9, welke op haar beurt voortkomt uit de BH-1 en de BH-5. De BH-10 is goed te onderscheiden van de BH-9 door de grote steunbalk die is toegevoegd achter de open cockpit voor het geval dat het vliegtuig over de kop zou slaan.

## Specificaties
- Bemanning: 1
- Lengte: 5,42 m
- Spanwijdte: 8,8 m
- Vleugeloppervlak: 9,8 m2
- Leeggewicht: 288 kg
- Volgewicht: 414 kg

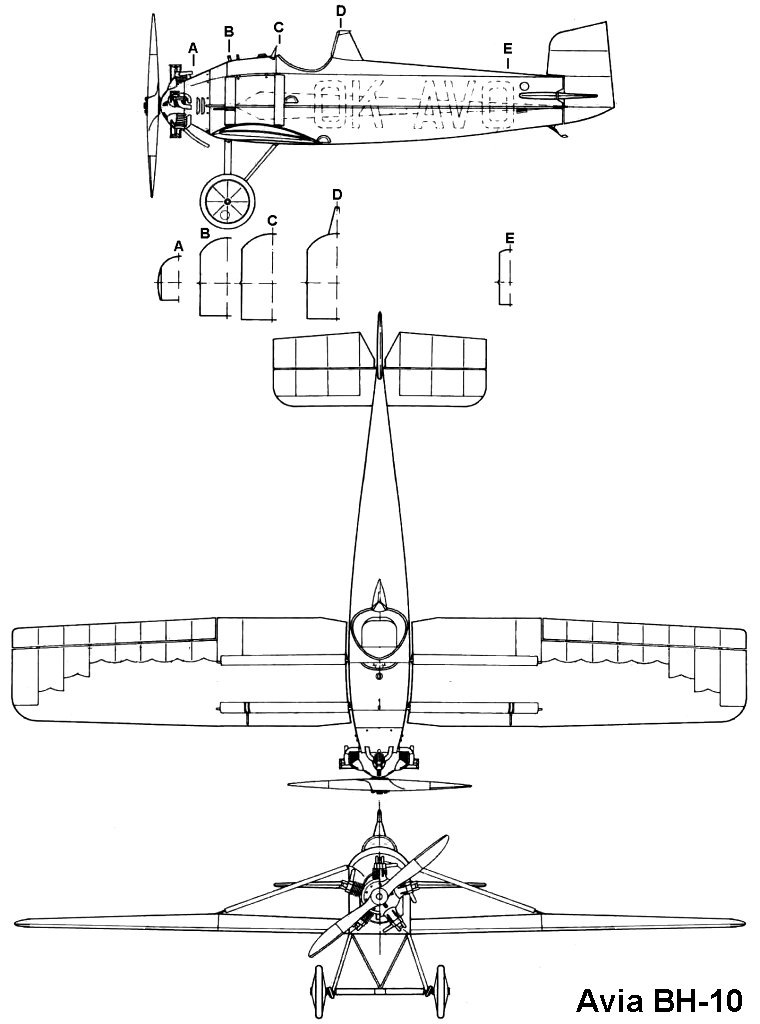
Avia BH-10

- Motor: 1× Walter NZ-60, 45 kW (60 pk)
- Maximumsnelheid: 160 km/h
- Vliegbereik: 480 km
- Plafond: 4 500 m
- Klimsnelheid: 3,3 m/s

## Gebruikers
- Tsjechoslowakije